# Gaminger Initiative
Die Gaminger Initiative ist ein Zusammenschluss mitteleuropäischer Offiziergesellschaften und Reservistenverbände. Die Mitgliedsländer sind Deutschland, Italien, Kroatien, Polen, Schweiz, Slowakei, Slowenien, Tschechische Republik, Ungarn, Nordmazedonien und Rumänien. Sie ist eine nichtstaatliche, unpolitische, gemeinnützige Organisation.

## Zweck
Die Gaminger Initiative ist eine gemeinsame Plattform ihrer offiziell anerkannten Offiziers- und Reservistenverbände, die sich auf einer Ebene unterhalb der Politik und der Streitkräfte für nationale und europäische Verteidigungsbereitschaft und kollektive Sicherheit einsetzt. Im Mittelpunkt stehen dabei die Rolle der Reservisten in den zunehmend professionalisierten Streitkräften und die Rolle der Streitkräfte in Europa im Rahmen von EU und NATO. Die Gaminger-Initiative soll dazu beitragen, dass die stark verkleinerten Streitkräfte den Anschluss an die Gesellschaft nicht verlieren und dass die Spezialisten und Reservisten, auf die diese Streitkräfte angewiesen sind, sinnvoll ausgebildet und eingesetzt werden können.

## Geschichte
1989 trafen sich drei Offiziere, aus der Schweiz, Österreich und Deutschland, erstmals zu regelmäßigen Gesprächen. Das Ziel war, eine europäische Plattform für gegenseitigen Austausch und Zusammenarbeit zu schaffen. Daraus entstand die Gaminger Initiative, welche offizielle am 28. Mai 1995 im niederösterreichischen Dorf Gaming gegründet. Oberst d.R.  Armin A. Steinkamm war einer der Gründerväter.
2002 wurde die Gaminger Initiative von der CIOR  anerkannt. Beide Organisationen arbeiten zwar eng zusammen, sind aber in ihren jeweiligen Zuständigkeitsbereichen unabhängig und eigenständig. Seit 2004 konzentriert sich die Gaminger Initiative verstärkt auf die europäische Sicherheitspolitik und militärische Angelegenheiten.
Heute ist die Gaminger Initiative ein  Instrument der Militärdiplomatie und will dazu beitragen, dass die Streitkräfte nicht den Kontakt mit der Gesellschaft verlieren.
Die Gaminger Initiative lädt jährlich zu einer Frühjahrstagung und einer Herbsttagung ein, die abwechselnd in den Mitgliedsländern der Union abgehalten werden. An den Tagungen nehmen Vertreter der einzelnen nationalen Verbände und Behörden sowie  eingeladene Referenten teil.

## Organisation
Das zentrale Exekutivorgan der Gaminger Initiative ist das Präsidium, das aus einem Präsidenten und zwei Vizepräsidenten besteht. Traditionell werden die Positionen der Vizepräsidenten durch den zukünftigen Präsidenten und den ehemaligen Präsidenten besetzt. Dadurch wird die Kontinuität in der Arbeit der Initiative gewährleistet. Die Wahlen finden jeweils für zwei Jahre statt. Das aktuelle Präsidium besteht aus dem Präsidenten Oberstleutnant Philipp Leo (Schweiz) und den beiden Vizepräsidenten Oberstleutnant Dr. Sebastian Söllner (Deutschland) und Oberleutnant Giuseppe Filippo Imbalzano (Italien).